# 阿美利加足球俱樂部 (墨西哥)
- 關於历史上的一个国家，請見「墨西哥第一帝国」。

阿美利加足球會（Club de Futbol América，簡稱為América）是一個位於墨西哥墨西哥城的職業足球會，亦是墨西哥國內最受歡迎及最成功的足球會之一，現時位列墨西哥甲組足球聯賽競爭。亞美利加隊與另一支勁旅瓜達拉哈拉芝華士（Chivas de Guadalajara）的對戰被視為墨西哥最重要的德比大戰。阿美利加隊主要以黃色及藍色為球會的主色。

## 榮譽

### 国内赛事
- 墨西哥足球甲级联赛
  - 冠军 (12)：1965-66，1970-71，1975-76，1983-84，1984-85，Prode-1985，1987-88，1988-89，2002（夏季），2005（秋季），2013（秋季），2014（春季) ，2018（秋季）
- 墨西哥盃
  - 冠军 (5)：1953-54，1954-55，1963-64，1964-65，1973-74
- 墨西哥冠军杯
  - 冠军 (6)：1955，1976，1988，1989，2005，2019

### 国际赛事
- CONCACAF冠军杯
  - 冠军 (7)：1977年，1987年，1990年，1992年，2006年，2014-15年，2015-16年
- CONCACAF巨人盃
  - 冠军 (1)：2001年
- 泛美盃足球賽
  - 冠军 (2)：1978年，1991年

## 外部連結
- 官方網站